# Swedish Erotica
Swedish Erotica var ett svenskt hårdrocksband som bildades 1985 och upplöstes 1996. Tidigare medlemmar i Swedish Erotica har spelat med storheter som Yngwie Malmsteen, TNT, Vinnie Vincent, Treat, Black Ingvars, Shotgun Messiah, John Norum, Talisman och King Diamond.

## Historik

### Förhistoria
Bandet bildades 1985 i Göteborg under namnet "Swedish Beauty" av medlemmarna Magnus Axx (gitarr), Ken "Ulf" Sandin (basgitarr), tidigare sångaren i norska bandet TNT Dag Ingebrigtsen, tidigare gitarristen i Madison Dan Stomberg och trummisen Dennis Nybratt. Den här uppsättningen spelade in en låt som hamnade på en norsk samlingsskiva innan Nybratt och Stomberg lämnade bandet. De ersattes av Anders Allhage på gitarr, mest känd som Andy La Rocque, gitarrist i King Diamond sedan 1985, och som även spelat med Death och Megadeth, samt Jamie Borger från Treat på trummor. Den här uppsättningen lyckades inte få skivkontrakt men Magnus Axx gav inte upp, ändrade bandnamnet och anlitade nya musiker.

### Bildande och tidig karriär
Swedish Erotica startade 1987 med medlemmarna Magnus Axx och Morgan Le Fay (Morgan Jensen) på gitarr och kompletterades med basisten Johnny D'Fox (Jonas Tångström) och trummisen BC Strike (Bjarne Johansson). Förste sångaren var Göran Edman, tidigare medlem i Madison där han sjöng på deras 2 första album. Han var en kort period 1985 sångare i Vinnie Vincent Invasion mellan Robert Fleischmann och Mark Slaughter. Edman lämnade snart Swedish Erotica för att sjunga i tidigare Europe-gitarristen John Norums soloprojekt (albumet Total Control, 1987). Senare sjöng Edman med Yngwie Malmsteen och på tidiga demos med Malmsteen-basisten Marcel Jacobs band Talisman. Edman ersattes av en gammal vän till BC Strike, Tony Niva från banden Vanessa och Traci Goes Crazy.

### Skivkontrakt och debutalbum
Mot slutet av året spelade bandet in demos i Tuff Studios med flera olika sångare inklusive Mats Levén. Efter att ha bott i Los Angeles 1988 där de umgicks med bland annat Kee Marcello och Jean Beauvoir, träffade de ett flertal skivbolag och fick slutligen skivkontrakt med Virgin. 1989 spelade bandet in sitt debutalbum i Norge med producenten Ole Evenrude. Levén bidrog med bakgrundssång, och fick frågan av Evenrude om varför han inte var sångare i bandet. Levén berättade att han hade tackat nej till erbjudandet förra året men var nu intresserad. Första singeln "Down Town" med Niva på sång släpptes samma år, men samarbetet med Niva fungerade inte, och snart ersattes han av Levén som lade om all sång på albumet. Debutalbumet "Swedish Erotica" släpptes 1989 och videos till de två singlarna " R'n'R City " och " Wild, Young & Free " spelades på MTV. Tack vare namnet väckte bandet mer uppmärksamhet än många andra artister kontrakterade av Virgin Scandinavia. " Wild Young & Free" nådde höga listplaceringar men albumet försenades då distributionsbolaget Elektra gick i konkurs. Albumet distribuerades inte till butikerna när efterfrågan fanns, vilket ledde till minskad försäljning och uteblivna framgångar för bandet. Två kortare turnéer i Sverige följde, bl.a. med Electric Boys. Därefter följde en kortare turné i Storbritannien, som avslutades med en spelning på Astoria i London. Efter att ha turnerat med debutalbumet, återvände bandet in i studion våren 1990 för att skriva och spela in material för ett andra studioalbum. Virgin utvärderade materialet men saknade motsvarigheterna till debutens två första singlar, som skrevs av dåvarande producenten Ole Evenrude.

### Medlemsbyten och coverband
Ungefär samtidigt kontaktade Jamie Borger, som hade spelat i bandets första version Swedish Beauty och nu var medlem i betydligt mer framgångsrika Treat, Mats Levén och meddelade att hans band sökte ny sångare. Levén kände att Virgin inte förutsåg en framgångsrik karriär för Swedish Erotica, och ville också flytta till Treats hemstad Stockholm. Han diskuterade med en chef på Virgin att han ville lämna bandet och fick veta att bolaget var mer intresserat av honom än bandet och han erbjöds ett soloprojekt. Men han beslutade sig för att bli ny sångare i Treat, och sjöng på deras självbetitlade album 1992 , medan Swedish Eroticas andra album förblev outgivet. Bjarne ersattes av Jonas Olsson på trummor medan Levén ersattes av Anders Möller som tidigare hade ersatt Göran Edman som sångare i Madison och även sjöng i coverbandet Crazy Train. Senare ersattes basisten Jonas Tångström först av Terry Barajas, senare trummis i Abysmal Dawn och därefter av Ken Sandin; tidigare basist i banden Alien och Da Vinci, och föregångaren till bandet Swedish Beauty. Under denna period spelade Swedish Eroticas medlemmar i coverbandet Double Trouble, och framförde material av bland andra Guns N' Roses, Poison, Nirvana, Pearl Jam och Alice in Chains. 
1993 spelade Bjarne Johansson som gästmusiker i en ny version av Shotgun Messiahmed artistnamnet "BJ", och övergav därmed Swedish Erotica. Han ersattes av Jamie Borger från Treat som också var den första trummisen i Swedish Beauty, och samma person som tidigare hade övertalat Levén att lämna bandet till förmån för Treat.

### Andra albumet och nedläggning
1995, med ett nytt kontrakt med lilla bolaget Empire Records, gav Swedish Erotica äntligen ut sitt andra album Blindman's Justice. Efter att albumet gavs ut nådde dock Möller stora framgångar med sitt andra band, schlager-rockarna Black Ingvars, som toppade de svenska albumlistorna och turnerade framgångsrikt. Detta och det allmänna musikklimatet dominerat av grunge och alternativ rock ledde till att Swedish Erotica slutligen lades ner 1996.

### Senare händelser - tredje albumet
Den tidigare frontmannen Mats Levén har deltagit i ett flertal projekt och är en av de mest etablerade sångarna i den svenska metal-scenen. Efter tiden i Treat var han med i AB/CD, en parodi på AC/DC, och gav ut albumet Cut the Crap! 1995. Senare band innefattar Abstrakt Algebra, Krux , At Vance, Fatal Force, Therion m.fl. 2012 hoppade Levén in som sångare på ett antal spelningar med Candlemass efter att de gjort sig av med frontmannen Robert Lowe. 2005 gav tyska bolaget MTM Music ut ett jubileumsalbum med Swedish Erotica - Too Daze Gone. Albumet innehåller tidigare outgivet material med Levén på sång, som var tänkta för andra albumet. Där finns också gamla demoinspelningar med Göran Edman och Dan Stomberg. Tre av låtarna är hämtade från demon som gav dem skivkontraktet med Virgin.
Sommaren 2024 återförenades gamla medlemmar för att fira 35-årsjubileumet av debutalbumet med spelningar på Sweden Rock Festival och Skogsröjet.
Våren 2025 släpps live-albumet 'Live In Sweden', inspelat på Sweden Rock Festival 2024.

## Medlemmar
Senaste medlemmar
- Matthew S. Leven (Mats Levén) – sång (1989–1990, 2024-)
- Magnus Axx – gitarr (1985–1996, 2024-)
- Jamie Borger – trummor (1985–1988, 1993–1994, 2024-)
- Le Fey (Morgan Jensen) – gitarr (1988–1996, 2024-)
- Ulf Ken (Ken Sandin) – basgitarr (1985–1988, 1993–1996, 2024-)

Tidigare medlemmar
- Anders Möller – sång (1990–1996)
- Andy La Rocque (Anders Allhage) – gitarr (1985)
- BC Strike (Bjarne Johansson) – trummor (1989–1993, 1995–1996)
- Dag Ingebrigtsen – sång (1985–1988)
- Dennis Nybratt – trummor (1985)
- Dan Stomberg – gitarr (1985–1986)
- Tony Niva – sång (1988–?)
- Göran Edman – sång (1988)
- Johnny D. Fox (Jonas Tångström) – basgitarr
- Terry Barajas – basgitarr (1989–1992)

## Diskografi
Studioalbum
- Swedish Erotica (1989) — låtlista:[5]
  - Sid A: Rock n'Roll City (4,25), Love on the Line (4:19), We're Wild, Young and Free (4:43), Hollywood Dreams (4:26), Love Hunger (5:01)
  - Sid B: Love Me or Leave Me (4:27), Downtown (3:55), She Drives Me Crazy (3:31), Loaded Gun (3:59), Rip It Off (4:24), Break the Walls (4:38).
- Blindman's Justice (1995) — nu med Anders Möller (även Black-Ingvars) på sång. Låtlista[6]: White Sister, "Heaven, Hell or Hollywood", Blindman's Justice, Too Good to Be True, King of Pain, Blue Movies, Back in the Saddle, Sweetest of Sins, Rough Enough, Show a Little Lace, Satisfied.
- Too Daze Gone... (2005) — låtlista[7]: Down 2 Bizniz, Skin On Skin, Fire With Fire, Too Daze Gone, Muscle In Motion, Show A Little Lace, Blue Movies, Terri, Break The Walls (1987), Roll Away The Stone (1987), Can You Stand The Heat (1988), Terri (1987), Goodbye To Romance (1986), Open Arms (1986), Love On The Line (1986), Loaded Gun.
- Swedish Erotica Remaster (augusti 2007) — remastrad återutgåva av första albumet med ett antal olika versioner av ytterligare gamla låtar. Låtlista: Rock'n'roll City, Love On The Line, We're Wild, Young And Free, Hollywood Dreams, Love Hunger, Love Me Or Leave Me, Downtown, She Drives Me Crazy, Loaded Gun, Rip It Off, Break The Walls, Hollywood Dreams (Acoustic Version), Downtown (Tony Niva Version), Rock'n'roll City (Deep Hannover Mix), Loaded Rap (Rap Version Of Loaded Gun).
- Live in Sweden (våren 2025) - Live från Sweden Rock Festival. (Gästmusiker Lukas Ax & Samuel Nilsson (Velveteen Queen) och Martin Westerstrand (Lillasyster)) Låtlista: Loaded Gun, She Drives Me Crazy, Downtown, Break The Walls, Love On The Line, Rock’n’Roll City, Hollywood Dreams, Love Hunger, We’re Wild, Young And Free.